# لوك غاربوت
لوك غاربوت (بالإنجليزية: Luke Garbutt)‏ (21 مايو 1993 بهاروغيت في المملكة المتحدة - ) هو لاعب كرة قدم بريطاني في مركز الظهير. شارك مع منتخب إنجلترا تحت 16 سنة لكرة القدم ومنتخب إنجلترا تحت 17 سنة لكرة القدم ومنتخب إنجلترا تحت 18 سنة لكرة القدم ومنتخب إنجلترا تحت 19 سنة لكرة القدم ومنتخب إنجلترا تحت 20 سنة لكرة القدم ومنتخب إنجلترا تحت 21 سنة لكرة القدم. أما مع النوادي، فقد لعب مع كولتشستر يونايتد ونادي إيفرتون ونادي فولهام ونادي تشيلتنهام تاون لكرة القدم.

## وصلات خارجية
- لوك غاربوت على موقع الاتحاد الأوربي (الإنجليزية)
- لوك غاربوت على موقع قاعدة بيانات كرة القدم.إي يو (الإنجليزية)
- لوك غاربوت على موقع Soccerbase.com (لاعب) (الإنجليزية)
- لوك غاربوت على موقع Soccerway.com (الإنجليزية)
- لوك غاربوت على موقع عالم كرة القدم.نت (الإنجليزية)
- لوك غاربوت على موقع AS.com (الإسبانية)